# Earth Song
Earth Song var en hitlåt av sångaren Michael Jackson från USA. Låten finns med på hans musikalbum HIStory.
Earth Song som är en låt som berättar en historia om hur människorna förstör jorden är förmodligen en av Michael Jacksons mest sålda singlar kanske på grund av kontroversen kring den. Kritikerna hävdade att Jackson såg sig själv som en Messias och den som sänts till jorden för att rädda den och jämförde sig själv med Jesus Kristus. Detta gick till och med så långt att Jarvis Cocker stormade scenen under 1996 års Brit Awards mot slutet av Jacksons framförande av Earth Song, detta ledde dock endast till att Earth Song ännu en gång sköts upp på listorna från nr 36 ända upp till en sextonde plats.
Låten skrevs ursprungligen för Dangerous-albumet med namnet "What About Us" där den inte kom med. "What About Us" är likadan som Earth Song förutom att i slutet av låten så sjunger Michael i falsett vilket han inte gör i slutet av Earth Song.

## Låtlista

### Storbritannien version 1
1. Earth Song (radio edit) 4:58
2. Earth Song (Hani's club experience) 7:55
3. Michael Jackson DMC Megamix 11:18

### Storbritannien version 2
1. Earth Song (radio edit) 4:58 (misprinted as 6.46 on CD)
2. Earth Song (Hani's radio experience) 3:33
3. Wanna Be Startin' Something (Brothers in rhythm house mix) 7:40
4. Wanna Be Startin' Something (Tommy D's main mix) 7:35

### USA
se This Time Around

## Musikvideon
Musikvideon till Earth Song kretsade kring flera platser och händelser. Afrikaner står vid ett uttorkat vattenhål och betraktar sorgset en död elefant vars betar är borttagna, en östeuropeisk familj går till deras förstörda hemstad och de gör samma sak som afrikanerna, betraktar sorgset det som var deras hem.
Sedan finns det centralamerikaner som ser regnskogen förstöras. Michael Jackson själv står i en nerbränd skog. I mitten av sången ungefär, faller alla på knä och drar händerna igenom det som förr var något vackert, dvs innan det förstördes.
Mot slutet av sången snurrar jorden baklänges och allt spolas tillbaka och slutligen blir allt bra igen.

## Liveframträdanden
- Låten hade premiär på den tyska Wetten Das show 1995
- Efter succén i storbritannien framfördes den senare på Brit Awards 1996
- Låten framfördes på World Music Awards 1996
- Låten spelades även på Royal Concert Brunei 1996
- Under HIStory World Tour 1996-1997 var låten ett fast nummer och avslutades med att en riktig tank körde in i scenen.
- 1999 under MJ & Friends Concert framfördes låten, under en av konserterna misslyckades dock en del av framträdandet när bron som Jackson befann sig på rasade ner, mirakulöst skadades ingen under olyckan och en skakad Jackson kunde fortsätta med showen.